# Джон Єбоа
Джон Єбоа (нім. John Yeboah, нар. 23 червня 2000, Гамбург) — еквадорський футболіст, нападник італійського клубу «Венеція» та національної збірної Еквадору.
Грав за юнацьку збірну Німеччини.

## Клубна кар'єра
Народився 23 червня 2000 року в Гамбурзі в родині ганця і еквадорки. Вихованець футбольної академії «Вольфсбурга». 2018 року дебютував за другу команду клубу, а невдовзі й за основну.
Протягом сезону 2019/20 років здобував ігрову практику в Нідерландах, де на правах оренди грав за «ВВВ-Венло».
До складу клубу «Вольфсбург» приєднався 2020 року.
По одному сезону Єбоа провів в польських клубах «Шльонськ» та «Ракув».
В серпні 2024 року Джон Єбоа перейшов до стану італійського клубу «Венеція», з яким підписав контракт на чотири роки.

## Виступи за збірні
2016 року дебютував у складі юнацької збірної Німеччини (U-16), загалом за команди різних вікових категорій на юнацькому рівні взяв участь у 21 іграх, відзначившись 6 забитими голами.
В жовтні 2023 року Джон Єбоа отриммв перший виклик до національної збірної Еквадору на матчі відбору до чемпіонату світу 2026 року. В складі збірної Еквадору Єбоа брав участь у матчах Копа Америка 2024 року.

## Статистика виступів

### Статистика клубних виступів
Станом на 25 серпня 2020
| Сезон             | Команда           | Чемпіонат         | Чемпіонат | Чемпіонат | Національний кубок | Національний кубок | Національний кубок | Континентальні кубки | Континентальні кубки | Континентальні кубки | Інші змагання | Інші змагання | Інші змагання | Усього | Усього | Усього |
| Сезон             | Команда           | Ліга              | Ігор      | Голів     | Ліга               | Ігор               | Голів              | Ліга                 | Ігор                 | Голів                | Ліга          | Ігор          | Голів         | Ігор   | Голів  |        |
| ----------------- | ----------------- | ----------------- | --------- | --------- | ------------------ | ------------------ | ------------------ | -------------------- | -------------------- | -------------------- | ------------- | ------------- | ------------- | ------ | ------ | ------ |
| 2018–19           | «Вольфсбург II»   | РЛ                | 5         | 4         |                    | -                  | -                  |                      | -                    | -                    |               | -             | -             | 5      | 4      |        |
| 2018–19           | «Вольфсбург»      | БЛ                | 2         | 0         | КН                 | 1                  | 0                  |                      | -                    | -                    |               | -             | -             | 3      | 0      |        |
| 2019–20           | «ВВВ-Венло»       | ЕД                | 18        | 1         | КН                 | 0                  | 0                  |                      | -                    | -                    |               | -             | -             | 18     | 1      |        |
| Усього за кар'єру | Усього за кар'єру | Усього за кар'єру | 25        | 5         |                    | 1                  | 0                  |                      | -                    | -                    |               | -             | -             | 26     | 5      |        |